# Małynowe (obwód doniecki)
Małynowe (ukr. Малинове) – osiedle na Ukrainie, w obwodzie donieckim, w faktycznie niefunkcjonującym rejonie kalmiuskim, od 2014 pod kontrolą marionetkowej, zależnej od Rosji Donieckiej Republiki Ludowej. W 2001 liczyło 92 mieszkańców, spośród których 36 wskazało jako ojczysty język ukraiński, 55 rosyjski, a 1 ormiański.